# Labatie-d'Andaure
Labatie-d'Andaure là một xã ở tỉnh Ardèche, vùng Auvergne-Rhône-Alpes ở đông nam nước Pháp.